# Generador de senyal

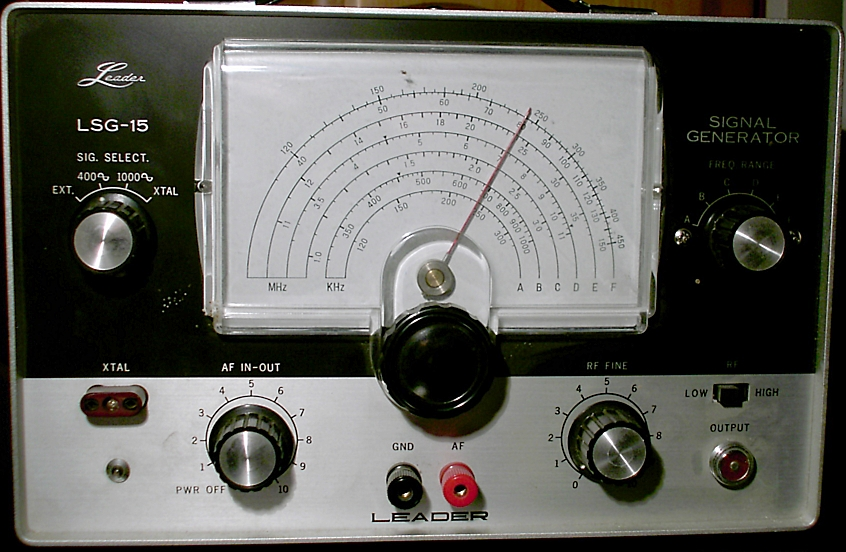
Generador de senyal Leader Instruments LSG-15.

Un  generador de senyal,  de funcions  o  de formes d'ona  és un dispositiu electrònic de laboratori que genera patrons de senyals periòdics o no periòdics tant analògics com digitals on la seva freqüència és ajustable en un ampli rang de valors. S'empra normalment en el disseny, test i reparació de dispositius electrònics, tot i que també pot tenir usos artístic.
Pot produir ones senoidals, quadrades i triangulars, a més de crear senyals TTL.
També compta amb una funció d'escombrat la qual pot ser controlada tant internament com externament amb un nivell de DC (corrent continu). El cicle de màquina, el nivell de offset en DC, el rang d'escombrat, l'amplitud i l'amplada de l'escombrat poden ser controlats per l'usuari.
Hi ha diferents tipus de generadors de senyals segons el propòsits i aplicació; que es correspondrà amb el preu. Tradicionalment els generadors de senyals eren dispositius estàtics només configura, però actualment permeten la connexió i control des d'un PC. Amb el que poden ser controlats mitjançant programari fet a mida segons l'aplicació, augmentant la flexibilitat.
Un generador de funcions, normalment, treballa en un rang de frequencies entre 0,2 Hz a 2 MHz.

## Generadors de senyal de propòsit general

### Generadors de funcions
Un generador de funcions és un dispositiu que produeix formes d'ona simples i repetitives. Aquests dispositius contenen un oscil·lador electrònic, un circuit que és capaç de crear una forma d'ona repetitiva. Alguns dispositius moderns poden utilitzar el processament digital de senyals per sintetitzar formes d'ona, seguit d'un convertidor digital a analògic, o DAC, per produir una sortida analògica. La forma d'ona més comuna és una ona sinusoidal, però els oscil·ladors d'ones de dents de serra, de graó, d'ones quadrades, o d'ones triangulars es troben normalment disponibles al mercat, com són els generadors de forma d'ona arbitrària (GTE). Si l'oscil·lador funciona per sobre del rang de freqüència d'àudio (> 20 kHz), el generadors molt sovint inclouen algun tipus de funció de modulació, com ara la modulació d'amplitud (AM), freqüència modulada (FM) o modulació de fase (PM), així com un segon oscil·lador que proporciona una forma d'ona de modulació en freqüència d'àudio.